# Eberard Müller Bochat
Eberhard Muller-Bochat (Düsseldorf,1928 - 2001) foi um linguista, professor e romanista alemão.

## Biografia
Eberhard Muller-Bochat é natural de Düsseldorf, graduou-se em Romanística e Germanística, tendo frequentado as Universidades de Bonn, Munique, Colônia, Paris, Madrid e Gênova. Em 1956 obteve o doutoramento na Universidade de Colônia, e em 1964 o título de livre-docente na Universidade de Munique.
Ingressou, no ensino superior, como professor-assistente do Departamento de Línguas e Literaturas da Universidade de Frankfurt, lá permanecendo de 1956 a 1962. De 1962 a 1964 exerceu a mesma função na Universidade de Munique. A partir de 1964, obtém a cátedra de Romanística na Universidade Ruhr de Bochum e organiza o respectivo Departamento, onde permanece até 1969, quando vai para a Universidade de Colônia, ser professor catedrático de Línguas e Literaturas Românicas.
Publicou vários livros, bem como diversos estudos especializados em periódicos internacionais. Ocupou os cargos de Diretor do Departamento de Línguas Românicas, Diretor do Instituto Petrarca, Diretor do Instituto de Estudos Portugueses e Brasileiros, e membro-diretor da comissão interdisciplinar do centro de estudos sobre Espanha-Portugal-América Latina, e ainda membro do Centro de estudos África.
Como professor-visitante, Müller-Bochat lecionou na Universidade de Bonn, Universidade Federal do Rio de Janeiro, Pontificia Universidade Católica do Rio, Dakar, no Senegal, e na Universidade Federal do Ceará, em 1967, 1981 e 1983, no Curso de Mestrado em Literatura de Língua Portuguesa. Foi conferencista na Alemanha, Áustria, Holanda, França, Itália, Espanha, Senegal, Zaire, México e Brasil.

## Obras
- Lope de Vega e a poesia italiana,[6]
- O Triunfo da alegoria
- O Teatro romântico na renascença e no barroco
- Literatura e espiritualidade
- Entre a idade média e a renascença

## Homenagem
- Eberhard Muller-Bochat entre outras distinções, recebeu o título de doutor Honoris causa da UFC.[7]